# Clubiona hilaris
Clubiona hilaris är en spindelart som beskrevs av Simon 1878. Clubiona hilaris ingår i släktet Clubiona och familjen säckspindlar. Inga underarter finns listade i Catalogue of Life.